# Овчинников, Николай Николаевич
Николай Николаевич (Никола) Овчинников (род. 3 сентября 1958, Москва) — российский художник и музыкант. Номинант на премию Кандинского в номинации «Проект года» (2007). Член Союза художников России (с 1993 года).
Является представителем концептуализма и новой волны московского искусства. Работает с живописью и инсталляциями.

## Биография
Родился в 1958 году в Москве.
В 1974—1978 учился в Московском областном художественном училище Памяти 1905 года на отделении театрально-декорационного искусства на курсе у Татьяны Сельвинской. Технику театральной живописи на курсе преподавали Татьяна Серебрякова (дочь Зинаиды Серебряковой) и Александра Коган, учившаяся у Михаила Сутина.
С 1978 года до середины 1980-х работал сценографом, в основном в провинциальных театрах.
В 1979 году познакомился с художниками Никитой Алексеевым и Михаилом Рошалём, а затем и с другими представителями молодого поколения московской школы концептуализма — участниками группы «Мухомор» Свеном Гундлахом, Константином Звездочетовым и братьями Мироненко, с Юрием Альбертом, Андреем Филипповым и другими.
С 1982 года самостоятельно начинает заниматься искусством.
Ранний период творчества Овчинникова был обозначен историком искусства Сашей Обуховой как «домашний нью-вейв». Первая выставка «Небо» состоялась в Клубе скульпторов на улице Жолтовского в Москве в 1982 году. Овчинников показал перформанс: стучал топором по полену, на котором было нарисовано небо. Итогом перформанса стала работа «Расколотое небо России».
В 1983—1985 гг. работал с музыкальными группами, в частности — в качестве гитариста выступал в группе Василия Шумова «Центр». Этот опыт позже нашел отражение в создании музыкального проекта «Среднерусская возвышенность». В 1984—1985 гг. вместе с Никитой Алексеевым занимались маркетингом и созданием шоу для группы «Кабинет».
В 1986 вместе с Никитой Алексеевым, Свеном Гундлахом и другими организует проект симулятивной музыки «Среднерусская возвышенность». Проект задумывалась как перформанс, поэтому Овчинников покинул его в 1987 году, когда «Среднерусская возвышенность» фактически стала музыкальной группой.
С 1987 года участник «Клуба Авангардистов» (КЛАВА), в котором активно выставлялся.
В 1989—1993 гг. жил и работал в Париже.
В 1993 году возвращается в Москву. Становится членом Московского союза художников. Занимается живописью и дизайном.
В 1997 вместе с художницей Мюриэль Руссо основал креативное агентство по коммуникациям Lieu commun Архивная копия от 5 марта 2017 на Wayback Machine, которое занимается брендингом.
В 2016 году Николай Овчинников и Вова Терех создали электронный проект Errare humanum est, играющий в стиле нойз/эмбиент/индастриал.

## Интересные факты
Работа Николы Овчинникова «Пальма под снегом» (1987) вошла в фильм Сергея Соловьева «Асса».

## Фильмы
- Ольга Свиблова. «Черный квадрат» (запись выступления «Среднерусской возвышенности»)
- Евгения Головня. «Лимита» (Сюжет о «Среднерусской возвышенности»)
- Н. Тюрина. Выпуск передачи «Московская суббота», 1987. (Концерт группы «Среднерусская возвышенность» в гостинице «Салют» был показан в прямом эфире).
- Артемий Троицкий. Фильм MTV про московский рок (сюжет про «Среднерусскую возвышенность»)

## Персональные выставки
2010
- «Они возвращаются» Архивная копия от 9 ноября 2016 на Wayback Machine. Галерея «Айдан», Москва

2007
- «Перемещение ценностей/Лувр». Галерея «Айдан», Москва

2005
- Ovchinnikov’s pАРТy. Клуб «Апшу». Москва

2004 
- «Вторичная переработка». Галерея «Айдан», Москва

2002
- «Заметки следопыта, или Абстракционизм в натуре». Галерея «Улица О. Г.И», Москва

1998 
- «Видение/я». Ярославский художественный музей, Ярославль, Россия

1995
- Dialecture-I. Галерея культурного центра «Феникс», Москва
- Dialecture-II. Французский культурный центр, Библиотека иностранной литературы, Москва[4]

1992
- «Русский лес». Галерея «ЧП», Москва

1990
- Nikolai Ovtchinikov. Галерея Froment & Putman, Париж[5]
- Nikolaj Owtschinnikov. Malerie. Галерея Krings-Ernst, Кёльн

1988 
- Das Leben der Zaren («Жизнь за Царя»). Kommunale Galerie, Франкфурт-на-Майне, Германия

1985 
- Перфоманс «Все будет хорошо». Сквот «Детский сад», Москва

1982
- Перфоманс «Небо (Расколотое небо России)». Клуб скульпторов, ул. Жолтовского, Москва

## Групповые выставки
2013
- ET IN ARCADIA EGO. ЦТИ «Фабрика», Москва

2011 
- «Родина». Музей современного искусства PERMM, Пермь

2010 
- «Убежище-Два». Зверевский центр современного искусства, Москва
- «Дуэль». Галерея RuArts, Москва

2009
- «День открытых дверей». Московский музей современного искусства на Петровке, Москва

2005
- «Сообщники». Государственная Третьяковская Галерея, Москва

2003
- Neue Ansaetze. Zeitgenoessische Kunst aus Moskau. Кунстхалле, Дюссельдорф, Германия
- Armory Show (стенд галереи «Айдан»). Нью-Йорк

2000
- «Любовники КЛАВЫ». Выставка «Клуба Авангардистов» в рамках 4-й Международной художественной ярмарки «Арт-Москва». ЦДХ, Москва

1998
- Biennale International Design’98. Сент-Этьен

1996
- Первый московский месяц фотографии (Фотобиеннале-96). Дом художника на Кузнецком мосту, Москва
- Московский форум художественных инициатив (проект «Эстетические отношения искусства к действительности»). Выставочный зал «Новый Манеж», Москва

1994
- «Бассейн „Москва“». Выставка-акция. Бассейн «Москва», Москва

1992
- А Mosca… a Mosca. Villa Campolietto, Геркуланум; Galleria Comunale d’Arte Moderna, Болонья
- «Гуманитарная помощь. Посылки для Германии / Humanitare Hilfe. Packen fur Deutschland». ЦДХ, Москва; Traenenpalast, Берлин

1991
- MANI Museum. 40 Moskauer Kunstler. Karmelitenkloster, Франкфурт на Майне
- Вторая московская международная художественная ярмарка АРТ МИФ. ЦВЗ «Манеж», Москва

1990
- «В сторону объекта». Галерея «Садовники» (выставочный зал Красногвардейского района), Москва
- ИсKUNSTво. Kulturhuset, Стокгольм
- APERTO. XLIV Esposizione Internazionale d’Arte. La Biennale di Venezia. Венеция

1989
- «Перспективы концептуализма». Выставка «Клуба Авангардистов» (КЛАВА). Выставочный зал Пролетарского района в Пересветовом переулке, Москва
- «Новый Иерусалим». Выставка-акция «Клуба Авангардистов» (КЛАВА). Поле возле станции Рижской железной дороги «Новый Иерусалим», Истринский район, Московская область
- ИсKUNSTво II. Строительный павильон на ВДНХ на Фрунзенской набережной, Москва
- 100 Years of Russian Art. 1889—1989. Галерея Barbican Art, Лондон; Museum of Modern Art, Оксфорд; галерея City Art, Саутхэмптон
- «Форма и образ». Выставка графики московских художников. Художественный музей, Сумы
- La Base. Галерея Froment&Putman, Париж

1988
- «Баня». Выставка «Клуба Авангардистов» (КЛАВА). Мужское отделение Сандуновских бань, Москва
- Участие в ярмарке ARCO' 88. Проект Galerie de France «Современное советское искусства. Произведения из коллекции КНИГА» (Art Contemporanian Sovietique. Selection d’oeuvres provenant de la Collection KNIGA). Мадрид, Испания
- Участие Art Basel (стенд галереи Krings-Ernst). Базель, Швейцария
- Beyond the Ironical Curtain. Галерея Inge Baecker, Кёльн
- ИсKUNSTво I. Kunstlerwerkstatt im Bahnhof Westend, Западный Берлин[6]

1987
- Первая выставка «Клуба Авангардистов» (КЛАВА). «Творческая атмосфера и художественный процесс». Выставочный зал Пролетарского района на Восточной улице, Москва
- «Объект 1». Выставочный зал Горкома графиков на Малой Грузинской улице, Москва
- «Ретроспекция. 1957—1987». Любительского объединение «Эрмитаж». Выставочный зал на Профсоюзной улице, Москва

1986
- «Искусство против коммерции (Битца за искусство)». Битцевский парк, Москва
- Первый концерт группы «Среднерусская возвышенность». ДК МИФИ, Москва

1982-1986
- Участие во Всесоюзных молодёжных выставках. Дом художника на Кузнецком мосту, Москва